# Passaporto sammarinese
Il passaporto sammarinese è un documento rilasciato ai cittadini sammarinesi per effettuare viaggi all'estero. Per i viaggi all'interno dell'Unione europea è comunque sufficiente la carta d'identità.
Rilasciato su richiesta e dietro pagamento di un bollo in base all'età dei richiedenti, è valido per un periodo di dieci anni per i maggiorenni e non è rinnovabile.

## Caratteristiche
Il passaporto sammarinese è molto simile al passaporto italiano e utilizza, ad eccezione del colore, lo stile standard dei passaporti dell'Unione europea pur non facendone parte.
Il colore è blu, con lo stemma di San Marino al centro della copertina, la scritta "REPUBBLICA DI SAN MARINO" e subito sotto "RÉPUBLIQUE DE SAINT-MARIN" e "REPUBLIC OF SAN MARINO" sopra lo stemma e la parola "PASSAPORTO" "PASSEPORT" "PASSPORT" in basso. Nel passaporto biometrico, rilasciato dal 12 ottobre 2006, compare anche il simbolo biometrico più sotto, così come in altri paesi.

### Contenuto
Nel passaporto sammarinese le informazioni sull'identità del titolare si trovano nella seconda pagina di copertina, e sono corredate da una fotografia e da una sezione leggibile elettronicamente. Altre informazioni di identità si trovano a pagina 2, mentre a pagina 3 c'è lo spazio per allegare eventuali figli al passaporto. 

La pagina 4 è dedicata all'autorità, e viene apposto il timbro e la firma dell'autorità che ha emesso il passaporto (generalmente i capitani reggenti o il segretario di Stato per gli Affari Esteri e Politici). Tutte le informazioni appaiono in italiano, inglese, francese.
Le pagine finali sono dedicate ai visti e ai timbri dei paesi visitati.

## Paesi per i quali non è necessario il visto
I titolari di un passaporto sammarinese non hanno necessità di visto per viaggiare nei paesi elencati:

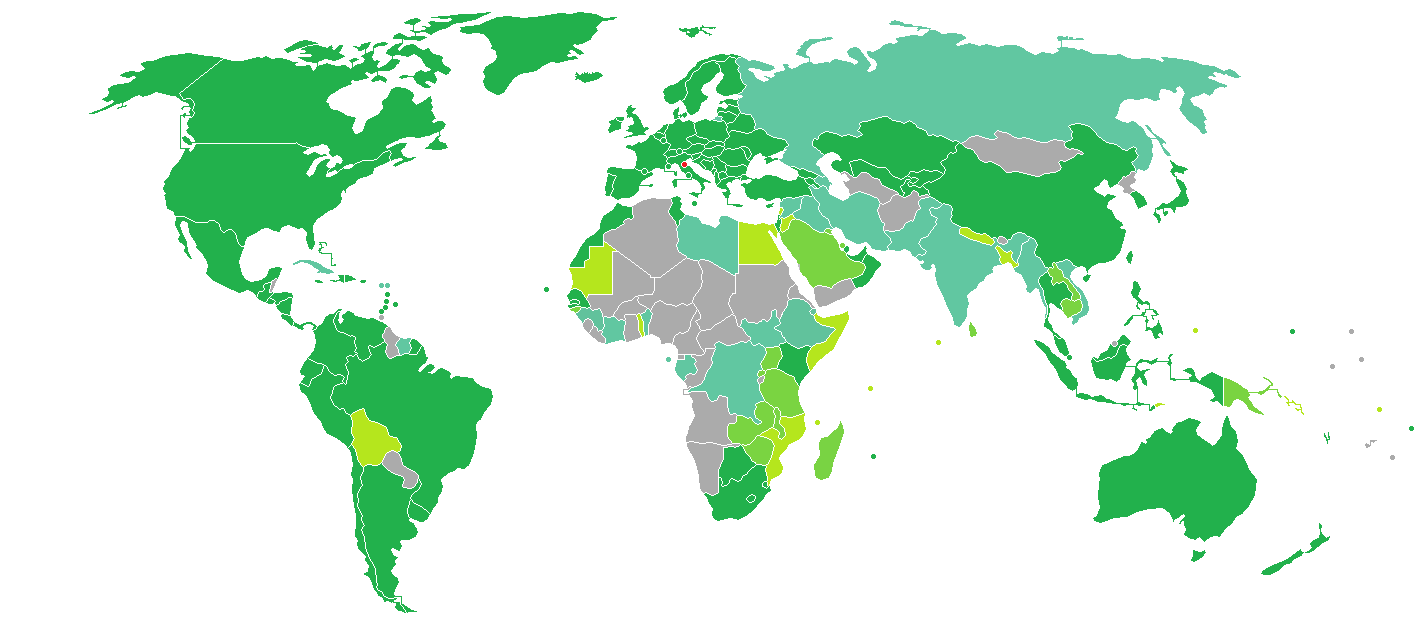
San Marino
Visto non richiesto
Visto all'arrivo
Visto elettronico (eVisa)
Visto disponibile sia all'arrivo che elettronico (eVisa)
Visto richiesto

     San Marino
     Visto non richiesto
     Visto all'arrivo
     Visto elettronico (eVisa)
     Visto disponibile sia all'arrivo che elettronico (eVisa)
     Visto richiesto

### Europa
| - Albania - Andorra - Austria - Belgio - Bosnia ed Erzegovina - Bulgaria - Croazia - Cipro - Rep. Ceca - Danimarca - Spagna | - Estonia - Finlandia - Francia - Georgia - Germania - Grecia - Ungheria - Irlanda - Islanda - Italia - Kazakistan - Lettonia - Liechtenstein | - Lituania - Lussemburgo - Macedonia del Nord - Monaco - Montenegro - Paesi Bassi - Norvegia - Polonia - Portogallo - Romania - Slovenia | - Serbia - Svizzera - Slovacchia - Svezia - Ucraina - Regno Unito - Città del Vaticano |

### Africa
| - Botswana - Gambia - Lesotho | - Mozambico - Mauritius - Marocco - Sudafrica | - Senegal - Sierra Leone - eSwatini - Togo | - Tunisia - Uganda - Zanzibar |

### Americhe
| - Argentina - Aruba - Bahamas - Barbados - Belize - Bolivia - Brasile - Canada - Cile | - Colombia - Costa Rica - Cuba - Rep. Dominicana - Ecuador - El Salvador - Grenada - Guatemala - Guyana | - Haiti - Honduras - Giamaica - Saint Lucia - Messico - Antigua e Barbuda - Nicaragua - Panama - Paraguay | - Perù - Saint Kitts e Nevis - Trinidad e Tobago - Uruguay - Stati Uniti - Venezuela - Saint Vincent e Grenadine |

### Asia
| - Bahrein - Brunei - Hong Kong - Israele - Giappone | - Corea del Sud - Libano - Macao - Malaysia - Maldive | - Oman - Filippine - Singapore - Sri Lanka - Thailandia | - Timor Est - Turchia - Emirati Arabi Uniti - Cina - Iran |

### Oceania
| - Australia | - Kiribati - Micronesia - Isole Marshall | - Nuova Zelanda - Palau - Samoa | - Isole Salomone - Tonga |